# Statek-pułapka

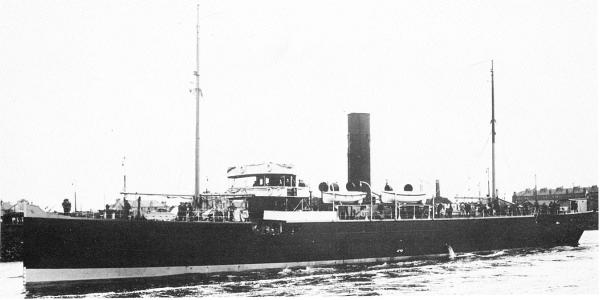
Statek-pułapka HMS „Tamarisk” z I wojny światowej

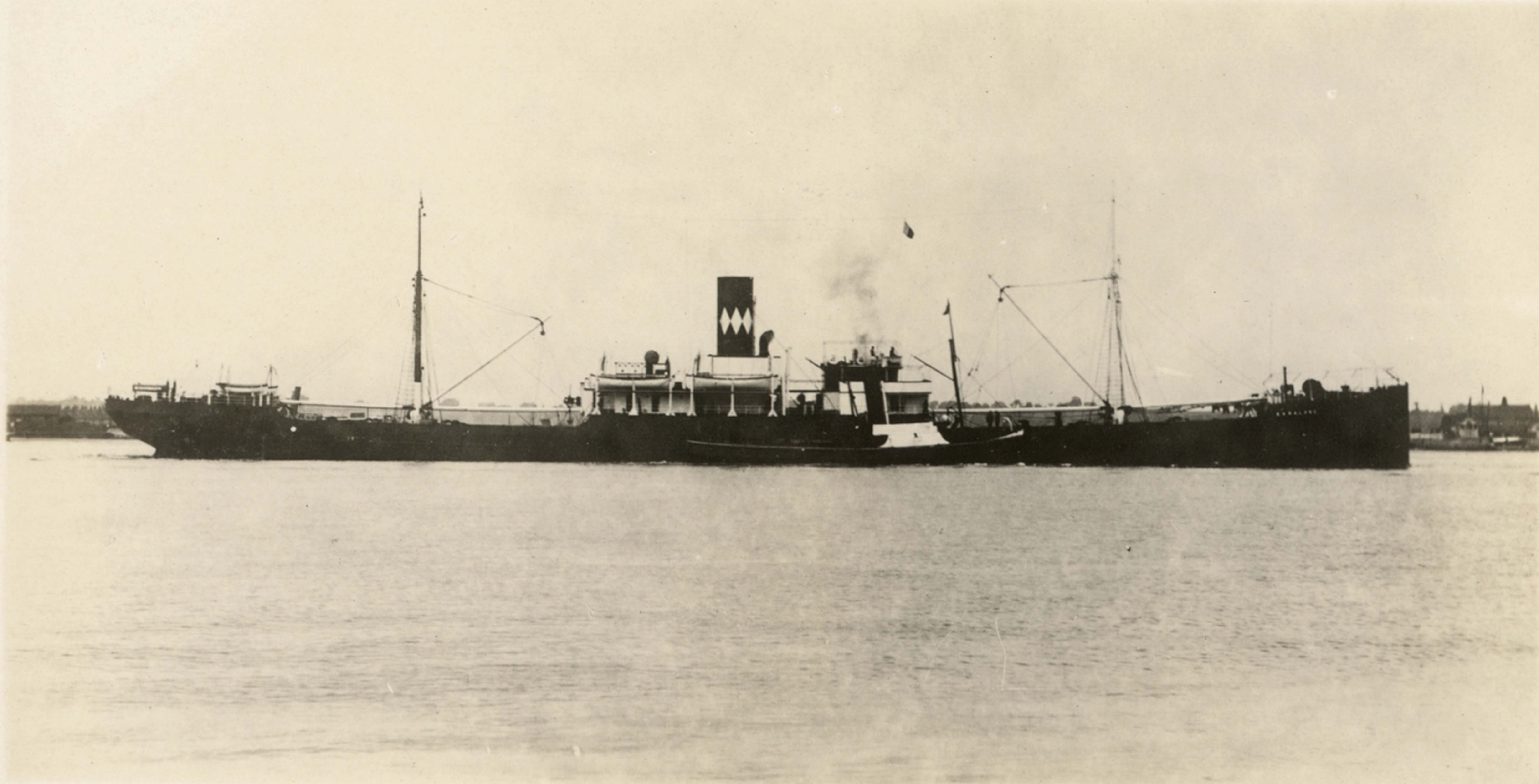
Statek-pułapka HMS „Baralong” który dwukrotnie podczas I wojny światowej naruszył prawo wojenne, atakując niemieckie okręty podwodne

Statek-pułapka HMS Dunraven trafiony przez niemiecki okręt podwodny SM UC-71 w sierpniu 1917 roku

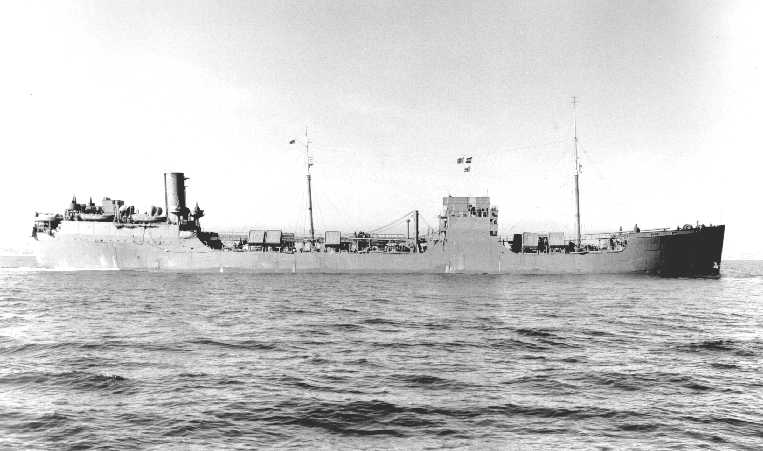
Statek-pułapka USS „Big Horn” z II wojny światowej

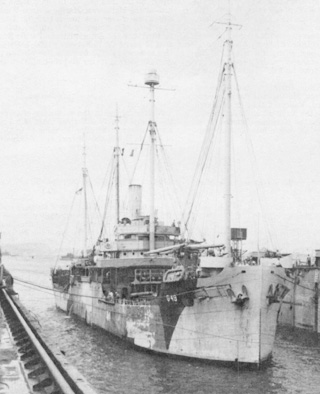
Statek-pułapka USS „Anacapa” z II wojny światowej – działa kalibru 76 mm ukryte w pobliżu kotwic

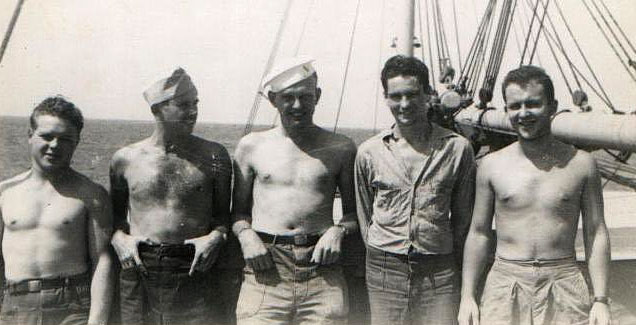
Załoga na pokładzie USS „Anacapy” ubrana w sposób nieregulaminowy, typowy w przypadku statków-pułapek

Statek-pułapka – okręt, przebudowany statek handlowy lub rybacki, uzbrojony w zamaskowane działa i służący do walki z okrętami podwodnymi znajdującymi się na powierzchni. Statki-pułapki stosowane były zwłaszcza w okresie I wojny światowej przez Francję i Wielką Brytanię – brytyjskie były nazywane Q-boat (lub Q-ship), francuskie – Bateaux-pièges.

## Geneza
Konwencje wojny morskiej, w szczególności deklaracja londyńska z 1909 roku wymagały od okrętów wojennych między innymi topienia nieuzbrojonych statków lub konwojów statków bez eskorty dopiero po opuszczeniu ich przez załogę. Statki neutralne mogły być zatopione dopiero po przeszukaniu i udowodnieniu przewozu kontrabandy. Oznaczało to, że okręty podwodne mogły atakować nieuzbrojone cele tylko po wynurzeniu się, uprzedzeniu o zamiarze storpedowania i daniu załodze statku możliwości ewakuacji.
Ponadto, atakowanie zwłaszcza małych statków na powierzchni ogniem z działa pozwalało zaoszczędzić drogie torpedy. W takiej sytuacji, wynurzony okręt podwodny, sądząc, że ma do czynienia z małym statkiem handlowym, wynurzał się obok statku-pułapki i podawał sygnały do zatrzymania i opuszczenia statku. Aby zmylić wroga, część załogi statku-pułapki spuszczała wtedy łodzie ratunkowe udając panikę i opuszczała statek. Stosowano także symulowanie uszkodzeń, przez wypuszczanie pary. W odpowiednim momencie, artylerzyści statku-pułapki podnosili banderę wojenną, opuszczali zasłony maskujące uzbrojenie i otwierali ogień z dział i karabinów maszynowych, topiąc okręt podwodny. Dla uniknięcia zatopienia statku-pułapki w razie trafienia torpedą, ładownie były wypełniane unoszącym się na wodzie materiałem. Stosowano w tym charakterze zwłaszcza wypełnianie ładowni pustymi beczkami. Część statków tego typu posiadała także bomby głębinowe, co dawało im pewne możliwości zwalczania zanurzonych okrętów podwodnych.
Oprócz dostosowanych statków cywilnych, w Wielkiej Brytanii podczas I wojny światowej budowano specjalne okręty eskortowe (slupy) typów Aubrietia i Anchusa, na wzór małych frachtowców, przez stocznie specjalizujące się w statkach cywilnych. Od statków różniły się jednak ostrzejszymi liniami kadłubów dla większej prędkości. Posiadały one ukryte uzbrojenie i pełniły funkcje statków-pułapek lub jednostek eskortowych.
Należy odróżnić statki-pułapki od krążowników pomocniczych działających jako rajdery, również dysponujących zamaskowanym uzbrojeniem, lecz służących do zwalczania żeglugi.

## I wojna światowa
Pomysłodawcą zastosowania statków-pułapek był, według Winstona Churchilla, admirał Hedworth Meux.  Pierwsze pięć przystosowano w tajemnicy do tej roli w bazie Scapa Flow w 1915 roku. Pierwsze zwycięstwo statku-pułapki nastąpiło 24 lipca 1915 roku, kiedy U-Boot U-36 został zatopiony przez HMS „Prince Charles” (dowódca – porucznik Mark Wardlaw). 15 sierpnia przebudowany kuter rybacki HMS „Inverlyon” (dowódca – podporucznik Ernest Martin Jehan) zniszczył U-Boota SM UB-4 koło Great Yarmouth.
19 sierpnia 1915 roku, z pogwałceniem prawa wojny i amerykańskich praw neutralności (używając do podejścia do celu amerykańskiej bandery), porucznik Godfrey Herbert na HMS „Baralong” zatopił U-27 pod dowództwem kapitana Bernda Wegenera, a następnie Brytyjczycy z broni ręcznej zastrzelili rozbitków z niemieckiej jednostki. 24 września „Baralong”, zatopił kolejny niemiecki okręt podwodny U-41, w tym przypadku także atak brytyjskiego statku-pułapki nastąpił z naruszeniem prawa wojny bowiem „Baralong” operował pod obcą flagą.
30 kwietnia 1917 roku po zaciętej walce HMS „Prize” poważnie uszkodził U-93; za uznane (błędnie) zatopienie U-Boota, dowodzący HMS „Prize” porucznik William Edward Sanders otrzymał Krzyż Wiktorii, najwyższe brytyjskie odznaczenie za męstwo na polu walki (kilka miesięcy później zginął ze swym okrętem, storpedowany przez SM UB-48).
Pierwsze sukcesy brytyjskich statków-pułapek przekonały do celowości podjęcia podobnego programu również Francję. Inicjatorem budowy takich jednostek i dowódcą pierwszej z nich był znany francuski żeglarz-polarnik Jean-Baptiste Charcot.
Z chwilą rozpoczęcia przez Niemcy nieograniczonej wojny podwodnej w 1917 roku skuteczność statków-pułapek spadła, gdyż okręty podwodne topiły już wówczas większość statków nie wynurzając się. Ponadto, wprowadzenie systemu konwojów przyczyniło się do zmniejszenia strat wśród statków. Pomimo kilku spektakularnych akcji i dużej dozy „zromantyzowania” służby na tych okrętach, statki-pułapki nie były zbytnio skuteczne. Podczas 150 starć zatopiły one jedynie 14 U-Bootów i uszkodziły dalsze 60, przy stratach 27 statków-pułapek na 200 użytych (inne dane: użyto około 180 statków i zatopiono 11 U-Bootów, z czego większość – 8, zatopiły 4 statki). Statki-pułapki były odpowiedzialne za około 10% zatopień U-Bootów (mniej niż na przykład miny morskie). Warto zwrócić jednak uwagę, że dowódcy okrętów podwodnych zaczęli obawiać się ataków w wynurzeniu i atakowali używając torped. U-Booty I wojny światowej mogły jednak zabierać stosunkowo niewielką liczbę torped, a same torpedy były dość drogie.

## II wojna światowa
Admiralicja brytyjska po wybuchu II wojny światowej podjęła próbę powrotu do koncepcji statków-pułapek, wyposażając 9 takich okrętów, jednakże nie odniosły żadnych sukcesów, ponosząc przy tym straty własne.
W 1942 roku United States Navy przystosowała 6 okrętów do roli statków-pułapek (USS „Anacapa”, USS „Asterion”, USS „Atik”, USS „Big Horn”, USS „Captor” i żaglowy szkuner USS „Irene Forsyte”). Oprócz artylerii kalibru 102 mm i lżejszych, były one uzbrojone w miotacze bomb głębinowych, a nawet wyrzutnie rakietowych bomb głębinowych Hedgehog i Mousetrap. Nie odniosły one jednak sukcesów i patrole statków-pułapek zakończono 14 października 1943 roku. Przy tym, „Atik” został zatopiony z całą załogą przez U-123 26 marca 1942 roku. Możliwe jednak, że po zatopieniu „Atika”, który próbował ostrzeliwać okręt podwodny, zabijając jednego marynarza, niemieckie okręty podwodne z ostrożnością podchodziły do atakowania pojedynczych statków i nie doszło do dalszych spotkań tego typu.